# 346998 Wakamura
346998 Wakamura este o planetă minoră (asteroid) din centura de asteroizi. A fost descoperită pe 15 februarie 2010 la Haleakalā Observatory⁠(d) de . 
Obiectul prezintă o orbită caracterizată de o semiaxă mare de 2,4388153157912 UAi, o excentricitate de 0,14510178975161, o înclinație de 6,5632588416112 ° în raport cu ecliptica.